# Autoeficácia
Autoeficácia designa em psicologia a convicção de uma pessoa de ser capaz de realizar uma tarefa específica. A autoeficácia desempenha um fator importante na psicoterapia.
A autoeficácia envolve a crença de que com empenho podemos governar acontecimentos gerando o efeito almejado. De acordo com Bandura citado por Vazquez (2005), a autoeficácia requer não apenas habilidades, mas também força de vontade em acreditar na capacidade de exercer uma determinada conduta, o que é um importante elo entre o saber o fazer. Autoeficacia refere-se as crenças que o individuo possui sobre seu valor e suas potencialidades. Bandura acredita que, na prática clínica, valorizando a autoeficácia o sujeito pode progredir no tratamento de determinado transtorno, do mesmo modo que sujeitos com baixo grau de autoeficácia podem apresentar uma demora maior de resposta. A teoria da autoeficácia refere-se a autoestima, em crer nas próprias habilidades. Não se trata de possuir certas capacidades, mas sim de acreditar que as tem, ou que pode adquiri-las por meio de esforço pessoal (expectativa de resultado)